# Tataho
Tataho is een plaats en gemeente in Madagaskar gelegen in het district Manakara van de regio Vatovavy-Fitovinany. Er woonden bij de volkstelling in 2001 ongeveer 4000 mensen.
In de plaats is basisonderwijs onderwijs beschikbaar. Ook vindt er op industriële schaal mijnbouw plaats. 42,5% van de bevolking is landbouwer en 42,5% houdt zich bezig met veeteelt. Het belangrijkste gewas is lychee, maar er wordt ook kruidnagel, mango, cassave en sinaasappelen verbouwd. 14% van de bevolking is werkzaam in de industriesector en 1% van de bevolking heeft een baan in de dienstensector.